# 喀琅施塔得猎户座
猎户座是由喀琅施塔得集团开发的俄罗斯無人戰鬥航空載具 。
喀琅施塔得集团于2011年开始开发猎户座，該研發由俄罗斯国防部资助的。  2016年5月，俄新社表示，獵戶座无人机已经开始试飞。 
根据俄罗斯国防部长谢尔盖·绍伊古的说法，猎户座于2019年在叙利亚進行打击任务测试。2020年，俄罗斯联邦国防部收到了一批猎户座无人机並且開始试飞。
2021年8月24日，俄罗斯国防部和喀琅施塔得签署了一项协议，正式采购一批猎户座無人機，預計於2023年交付。 
2021年9月，俄罗斯與白俄罗斯一同舉辦大规模軍事演习時，猎户座无人机再次亮相。 